# Isanosaurus attavipachi
L'isanosauro (Isanosaurus attavipachi) è un dinosauro erbivoro appartenente ai sauropodi. Visse nel Triassico superiore (Norico/Retico, circa 210 milioni di anni fa) e i suoi resti fossili sono stati ritrovati in Asia sudorientale (Thailandia). È considerato uno dei più antichi sauropodi noti.

## Descrizione
Questo dinosauro è noto grazie a uno scheletro parziale privo di cranio, comprendente numerose vertebre (cervicali, dorsali e caudali), parte dello sterno, una scapola e il femore sinistro. Questi resti hanno permesso di ricostruire un giovane sauropode lungo circa 6,5 metri, probabilmente metà della lunghezza di un adulto. Un omero ritrovato nello stesso sito indica la presenza di un altro animale lungo 12-15 metri, ma non è chiaro se questo resto appartenesse a Isanosaurus. Il femore era robusto, lungo circa 75 centimetri e possedeva le caratteristiche tipiche dei sauropodi. Le vertebre differiscono da quelle dei prosauropodi ma sono meno evolute di quelle dei successivi sauropodi; il centro vertebrale delle cervicali era cavo nella parte posteriore (opistocelo) e con lati molto concavi; i centri delle vertebre caudali, invece, erano cavi ad entrambe le estremità articolari (anficeli). In generale, l'aspetto di questo sauropode doveva essere piuttosto simile a quello di altri sauropodi primitivi come Vulcanodon: possedeva un corpo già voluminoso e arti colonnari, con collo e coda già piuttosto lunghi.

## Classificazione
Descritto per la prima volta nel 2000, Isanosaurus è considerato uno dei primi sauropodi noti, e fornisce la prima prova diretta basata su uno scheletro del fatto che i sauropodi hanno avuto una lunga storia evolutiva durante il tardo Triassico; questa possibilità, in precedenza, era stata suggerita solo da impronte fossili e dall'ampia diffusione dei sauropodi del Giurassico inferiore. In seguito sono stati scoperti altri sauropodi triassici (Antetonitrus) e sono stati attribuiti a questo gruppo anche altri animali precedentemente considerati prosauropodi (Lessemsaurus, Blikanasaurus).

## Significato del nome
Il nome Isanosaurus significa "lucertola di Isan", un nome locale per indicare il nordest della Thailandia, dove sono stati ritrovati i fossili. Il nome specifico onora P. Attavipach, direttore generale del Dipartimento Risorse Minerarie della Thailandia, che ha aiutato molto la ricerca paleontologica.